# Amerikai futball
Az amerikai futball – vagy ahogy az USA-ban és Kanadában egyszerűen hívják: futball – a rögbiből kifejlődött csapatjáték. A játék célja, hogy a labdát az ellenfél endzone-jába vigyék és ezzel pontokat szerezzenek. (A labdát lehet hordani vagy passzolni, esetenként rúgni.) Pontot többféleképpen lehet szerezni: a labda gólvonal mögé vitelével, a gólvonalon áthaladt csapattársnak való passzal vagy kapura rúgással. A játékot az a csapat nyeri, amely a játékidőn belül a legtöbb pontot szerzi.
A sportágat az Amerikai Egyesült Államokon kívül az  amerikai futball névvel különböztetik meg a hagyományos labdarúgástól, amit ott soccernek neveznek, valamint a rögbitől. Az  amerikai futball a 19. század végén alakult ki a rögbiből. Az arena football az  amerikai futball egyik változata, amely úgy viszonyul az  amerikai futballhoz, mint a futsal (teremfoci) a labdarúgáshoz: ugyanaz a játék, teremben (arénában), nagyobb irammal, több ponttal. A kanadai futball szorosan kapcsolódik az  amerikai futballhoz, noha pár fontos pontban el is tér attól.

## A pálya

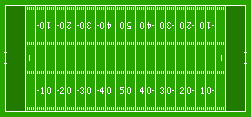
A számok a közelebbi endzone-tól való távolságot mutatják yardban

A pályát az angolban gyakran vasrácsnak („gridiron”) hívják, mivel a pályán lévő jelzések hasonlítanak a grillsütő rácsához.
A játék egy 120 yard (110 méter) hosszú és 53 1/3 yard (49 méter) széles, téglalap alakú pályán zajlik. A hosszanti szélen lévő vonalak az oldalvonalak, a rövid szélen lévők az end line-ok. A pálya két végén vannak a goal line-ok, amelyek egy 100 yard hosszú pályarészt fognak közre. Pontot szerezni az endzone-nak nevezett, 10 yard széles területen lehet, amely a gólvonaltól (goal line) az alapvonalig (end line) tart. A pályát 5 yardonként az úgynevezett yard line-ok keresztezik. Az oldalvonalakkal párhuzamosan található két vonalsor neve hash mark. A labda minden játékkezdéskor a hash markok között van.
Az endzone mögött található a 18,5 láb (5,64 méter) széles kapu (goal post vagy upright), amelynek alsó része 10 láb (3,05 m) magasan kezdődik. A sikeres rúgás feltétele az, hogy a labda e keresztrúd fölé és a kapufák közé kerüljön. Biztonsági okokból a kaput tartó pózna szivacsos anyaggal van borítva, elkerülendő az ütközésből eredő sérüléseket.
Minden csapat egyszerre 11 játékossal vesz részt a pályán zajló játékban. A csapat összeállítása minden időkérésnél, játékfajtánál vagy szünetben változtatható, tetszőleges számú cserével. A csapatok három elkülönített csapatrészre vannak osztva, ezek: az offense team (támadóegység), a defense team (védőegység) és a special team (különleges egység). Az NFL-ben egy csapat 53 játékost nevez a mérkőzésre és többnyire ezek mindegyike pályára lép.

## Szabályok
Az  amerikai futballt két tizenegy fős csapat játssza, de a játék sajátosságából adódóan a csapatokat az edzői stábbal együtt közel 70–70 fő alkotja. Mivel a játéknak még nincs kialakult magyar szakzsargonja, a legtöbb dolgot az eredeti angol nevén neveznek itthon is.

### A játék célja
A játék meglehetősen összetett, leegyszerűsítve a cél több pontot szerezni, mint az ellenfél. A pontszerzési lehetőségekről az alábbiakban lesz szó.

### Játékidő
Egy meccs az NFL-ben négy 15 perces negyedből áll, az amerikai közép- és főiskolai, valamint a nemzetközi IFAF szabályok szerint játszott mérkőzések 4×12 percesek. A második és a harmadik negyed között van a félidő (ami az NFL-ben 15 perc, a többi ligában 12 perc). A negyedek között csak térfélcsere van, amire 2 perc áll rendelkezésre. A játékidő mérése leginkább a futóórás és tiszta játékidő keverékeként fogható fel, bizonyos playek (játékok) után (például a játéktéren kívülre kerül a labda) megáll az óra. Emiatt egy teljes futballmérkőzés akár három óráig is tarthat.
Az NFL-ben, ha a rendes játékidőben döntetlen az állás, akkor hosszabbítás (overtime) következik, amely lényegében egy 5. negyed. A 2012–2013-as NFL szezontól az alapszakasz korábbi hirtelen halál-szabályát felváltotta a playoffban is érvényes hosszabbításszabály vagyis az OT során a labdát elsőként birtokló csapat csak akkor nyerhet, ha touchdownt vagy safetyt szerez. Mezőnygól esetén a játék megy tovább, a labdabirtoklás átszáll a másik csapatra, akiknek viszont már egy mezőnygól is elég a győzelemhez. Amennyiben a letelik a hosszabbításra szánt 15 perc és nincs döntés, a játék döntetlennel véget ér. Döntetlen eredmény csak az alapszakaszban születhet, a rájátszásban erre nincs lehetőség. 2018 óta a hosszabbítás hossza 15 helyett csak 10 perc.
Az amerikai közép- és főiskolai, valamint a nemzetközi IFAF szabályok szerint játszott bajnokságokban a hosszabbítások valamivel bonyolultabb rendszert mutatnak: a védekező csapat 20 yardos vonaláról induló támadássorozatot hajt végre mindkét csapat, egészen addig, amíg a támadássorozatok végén nincs pontkülönbség.

### Támadások közötti idő
A támadó csapatnak 40 másodperce (középiskolai mérkőzéseken 25 mp) van a támadás indítására, ha a bíró nem állítja meg az órát. Amennyiben technikai okok miatt (például sérülés, büntetés stb.) megállították az órát, akkor a bíró óra-újraindítási jelétől számítva 25 másodperc van a kezdésre. Amennyiben a támadó csapat az adott időn belül nem kezdi meg a támadását, büntetést kap (Delay of Game).

### A játék menete
Egy  amerikaifutball-mérkőzés rövid, általában 5–10 másodperces támadóakciók sorozatából épül fel, amelyek között 25, illetve bizonyos esetekben 35 másodperc megbeszélési idő van, tehát a játék menete nem folyamatos. A kezdőrúgást („kickoff”) követően a fogadó csapat visszafutó embere („kick returner”) addig fut a labdával, ameddig csak tud és attól a helytől indul a támadás. A csapat támadóegységének maximum négy lehetőségből minimum 10 yardot kell előrejuttatnia a labdát. Ha ez sikerül, akkor a támadók „first down”-t érnek el és ezzel újabb négy lehetőséget szereznek az előrejutásra attól a ponttól, ahol az akció véget ért. A játéknak ez a része területfoglalásos jellegű. Ha az előrejutás nem sikerül a négy lehetőségből, akkor az ellenfél következik. Fontos megjegyezni, hogy a pályán lévő két csapatból egyidejűleg az egyik mindig támad, a másik mindig védekezik.
Azt a pontot (egész pontosan a labdára állított, az oldalvonalra merőleges egyenest), ahol a labda van az akció (play) megkezdésekor, „line of scrimmage”-nek nevezik. A játékosok a line of scrimmage két oldalán állnak fel egymással szemben. Az akciók (kivéve a kezdő- és a szabadrúgást) a „snap”-pel kezdődnek, amikor a labdát fogó center a lábai között átadja a labdát a mögötte álló irányítónak (QB).
Ezután két módon lehet előrejuttatni a labdát. Az egyik a labdával való futás, a másik annak elpasszolása. A futás („rush”) az esetek nagy részében „handoff”-fal kezdődik, amikor a QB átadja a running back-nek a labdát, de gyakran előfordul, hogy maga az irányító fut a labdával a snap után. A passzolás az  amerikai futballban az esetek túlnyomó többségében előre, a támadás irányában történik. Előrepasszolást egy playben csak egyszer és csak a line of scrimmage mögül lehet végrehajtani a támadócsapatnak. Oldalra, illetve hátra bármennyiszer és bárhol lehet passzolni. Ezt nevezik „lateral”-nak, de ezt rendkívül ritkán alkalmazzák, mivel igen nagy a labdavesztés kockázata.
Az akciónak akkor van vége, ha a labda „halott” lesz. Ez a következő esetekben fordulhat elő:
- A labda a földre kerül vagy a védekező csapat megállítja annak előrehaladását.
- Egy passz az oldalvonalon vagy az alapvonalon kimegy a pályáról, illetve földet ér anélkül, hogy elkapták volna. Ilyenkor az előző line of scrimmage-ről indul a következő játék.
- A labda vagy az azt birtokló játékos elhagyja a pályát („out of bounds”).
- Pontszerzés.
- Bizonyos büntetések esetén akció közben a bírók megállítják a játékot és a labda halott lesz.

A csapatok közötti labdabirtoklás a következő esetekben változik:
- A támadó csapat nem tud a négy lehetőségből 10 yardot haladni. Ekkor arról a pontról, ahol a negyedik play véget ért, jöhet az addig védekező csapat. Ennek neve „turnover on downs”.
- Pontszerzést (touchdown vagy field goal, azaz mezőnygól) követően a pontszerző csapat a kezdőrúgást követően átadja a labdát a másik csapatnak.
- A támadók negyedik kísérletre nem próbálják meg a 10 yardot elérni, hanem elrúgják a labdát. Ez a „punt”. Ez akkor fordul elő, ha nem látnak esélyt a first down elérésére és sikeres mezőnygólra sincs esély. Mivel a másik csapat így is, úgy is átveszi a labdabirtoklást, az a cél, hogy ezt ne a jelenlegi pontról tegye, hanem a puntolók endzone-jától minél távolabb.
- A védekező csapat egy tagja elkapja az irányító passzát. Ez az „interception”, az  amerikai futball egyik jellemző momentuma. Az elkapás pillanatától megváltozik a birtoklás és az eddig védekező csapat lesz a támadó, tehát az interceptiont vissza lehet hordani, ideális esetben touchdown is elérhető belőle.
- A támadó csapat labdát birtokló tagja elejti a labdát. Ez a „fumble”. Ekkor a labda azé a csapaté lesz, amelynek a tagja a szabad labdát felvette. Az interceptiont és a védelem által megszerzett fumble-t közös néven „turnover”-nek nevezik.
- Kihagyott mezőnygólkísérlet. Ilyenkor a labda a rúgás vonaláról jár a védekező csapatnak, illetve, ha az 20 yardon belül történt, akkor a 20 yardos vonaltól.
- A támadó csapat tagját a saját endzone-jában szerelik vagy kényszerítik ki a pályáról. Ezt nevezik „safety”-nek. Safety jár abban az esetben is, ha támadócsapat a saját endzone-jában szabálytalankodik. A safety-t szabadrúgás („free kick”) követi. Ezt a safety-t elszenvedő csapat hajtja végre a saját 20 yardos vonaláról. Ezt lehet kickoff módjára vagy punttal csinálni, de szinte kizárólag az utóbbit alkalmazzák. Ekkor nincs snap, az akciót a punter a saját kezében tartott labdával indítja.

### Pontszerzési lehetőségek
- Touchdown (TD): Touchdownt akkor ér el a csapat, ha egy játékosuk az ellenfél célterületére (endzone) viszi be a labdát vagy az irányító a célterületen álló társának dobja a labdát, aki a labdát birtokolva mindkét lábával érinti a talajt. A touchdown 6 pontot ér. Touchdownt elérhet a védő- és a támadócsapat is: a védő a labdaszerzés után közvetlenül, a támadó pedig egy akciósorozat végén (lehet passz vagy futás eredménye is). Touchdown után a labda a háromyardos (az NFL-ben a kétyardos) vonalra kerül és innen a támadócsapat még bónuszpontokat szerezhet, kétféle módon:
  - Extra point, Point after touchdown (PAT): Egy 20 yardos field goal kísérlet a kapuval szemben. Touchdown után általában ezt a megoldást választják. A magyar nyelvben elterjedt a jutalompont kifejezés használata is. Egy pontot ér.
  - Kétpontos kísérlet: A kétpontos kísérlet estén a cél az, hogy a kétyardos (illetve háromyardos) vonalról indulva újra át kell juttatni a labdát a gólvonalon, egyetlen kísérletből, hasonlóan a touchdownhoz. Siker esetén két pontot ér és akkor alkalmazzák, amikor különlegesen fontos a jutalomponthoz képest plusz 1 pont megszerzése.
- Field goal (FG): Field goalt, azaz mezőnygólt csak a támadó csapat speciális egysége (Special Team) szerezhet. Akkor kerül rá sor, ha a támadócsapat három kísérletből nem tesz meg 10 yardot és negyedikre a kapura lövést választják, illetve, ha már nincs idő más módon pontot szerezni. Akkor sikeres, ha az U alakú kapu szárai között halad át a labda, a kapu keresztszára fölött. Három pontot ér.[1]
- Safety: A védőcsapat akkor éri el, ha a támadóegység labdás emberét annak saját célterületén szerelik vagy kikényszerítik a pályáról. Ez ráadásul a támadási jog átadásával (free kick) is jár. Eléggé ritkán fordul elő és két pontot ér.

### Fontosabb kifejezések
- Challenge: A vezetőedzőknek (head coach) egy mérkőzés alatt kétszer van lehetőségük bizonyos bírói ítéletek felülvizsgálatát kérni, de nem kérhetnek challenge-et az első és második félidő utolsó két percében. A bírók ebben az időszakban minden vitás és/vagy vitatható esetet automatikusan visszanéznek, különösen pontszerzés esetén. A challenge kérését az edzők egy piros kendő pályára való bedobásával jelzik. Ilyenkor a vezetőbíró egy külön az erre a célra felállított tv-monitoron több különböző kameraállásból visszanézi a vitás szituációt. Ha az igénylő csapatnak nem adnak igazat, akkor elveszítenek egy időkérést (timeout), amennyiben igazuk van, akkor a bírók felülbírálják a saját ítéletüket és a challenge-et kérő csapat edzőjének adnak igazat. Fontos, hogy a bírók csupán megdönthetetlen bizonyíték birtokában másítják meg ítéletüket.
- Drive: Az a támadássorozat, ameddig a támadó csapat birtokolja a labdát.
- First down: Ha egy csapat a rendelkezésre álló legfeljebb négy kísérletből eléri a célt, a minimálisan 10 yardot, first downt ér el.
- Free kick/Safety punt: Safety után az azt elszenvedő csapat hajtja végre a 20 yardos vonaláról. Lehet punt, ilyenkor a punter a saját kezéből rúgja el a labdát, illetve pontrúgás (placekick) is.
- Fumble: Akkor következik be, amikor a labdás játékos elejti a labdát. Történhet védői ráhatásra vagy egyszerű technikai hibából eredően, de alapfeltétel, hogy előtte birtokolni kell a labdát. Nem beszélhetünk fumble-ről, ha például a fogó nem tudja megfogni a passzt. Az így szabaddá váló labdát bármelyik csapat megszerezheti (a labdát elvesztő is).
- Fumble lost: Labdaejtés következtében történő labdavesztés. Következmény támadáscsere vagy ha a labdát megszerző védő eljut a célterületig, akkor touchdown.
- Huddle: A huddle során a játékok előtt az irányító és a center egymással szemben állva megbeszélik a következő playben alkalmazott taktikát. Ilyenkor csak az irányító és a center beszélhet.
- Interception (IT): A védőjáték egyik leglátványosabb eleme. Akkor történik, ha védő megszerzi a quarterback által előrepasszolt labdát. Az interception következménye a támadáscsere, de ha a labdát megszerző védő eljut az ellenfél célterületéig, akkor touchdown.
- Incomplete pass: Annak az esetnek a neve, amikor a támadóegység egy tagja (a támadófal és a quarterback kivételével) nem tudja megfogni a passzt. Ez lehet technikai hiba vagy védői ráhatás is. Alapfeltétele, hogy a támadóegység egy tagja nem birtokolja a labdát az elkapás pillanatában. A labda földre esésekor a játék véget ér.
- Kickoff: Kezdőrúgás. A két félidő elején és touchdown vagy mezőnygól után.
- Kickoff return: A kickoff során elrúgott labda visszahordása, amit az elkapó csapat a lehető legtovább próbál visszavinni.
- Passing play: Ebben az esetben az irányító a labdát rövid (10 yardnál rövidebb) vagy hosszú (10 yardnál hosszabb) passzal juttatja el általában az elkapónak (wide receiver vagy tight end).
- Play: A labdának a talajról való elindítása és halottá válása közötti időtartam.
- Punt: Általában akkor kerül rá sor, ha az edző úgy ítéli meg három kísérlet után, hogy nincs esély first downra vagy field goalra és inkább az önkéntes támadási jog átadását választják. Ilyenkor a támadócsapat rúgója a lehető legmesszebb próbálja rúgni a labdát. Ha az alapvonalon megy ki a labda, akkor a másik csapat a 20 yardos vonaláról kezdheti meg a támadását.
- Punt return: A punt során elrúgott labdát a másik csapat elkapva a lehető legtovább próbálja visszahordani, hasonló módon, mint kickoff után. Ha a visszahordó játékos úgy látja, hogy nincs esélye visszafutásra, mert a rúgó csapat tagjai túl közel lesznek hozzá az elkapás pillanatában és nem akar fumble-t kockáztatni, az elkapás előtt keze felemelésével ún. „fair catch”-et kérhet. Ilyenkor nem hordhatja vissza a labdát, viszont az ellenfél őt sem támadhatja és az akció onnan indul, ahol elkapta a labdát.
- Rushing play: Az irányító nem passzol, hanem átadja a labdát valamelyik futó kezébe, aki futással próbál meg területet nyerni.
- Sack: Ez akkor következik be mikor az irányítót a védő(k) a labdával a kezében állítják meg.
- Tackle: A védő(k) által szabályosan végrehajtott szerelés, a támadás megállítása.
- Timeout: Időkérés. Egy csapatnak félidőnként három időkérésre van módja és ezalatt a játékidő áll.
- Touchback: Akkor van touchback, amikor a játékos a labdát a saját endzone-jában szerzi meg és letérdel vele. Ilyenkor a támadás a 20 yardos vonalról indul. Kickoff, punt, interception vagy fumble után fordul elő.

### Szabálytalanságok és büntetések
Ha a pályán lévő hét bíró szabálytalanságot lát, azt egy sárga kendő eldobásával jelzi. Több bíró is jelezhet, ugyanazt vagy más szabálytalanságot is. A szabálytalanság megítélése a vétkes csapat területvesztésével jár, azaz a büntetés mértékének megfelelő yarddal hátrébb kell vonulniuk.
Néhány fontosabb szabálytalanság és az alkalmazott büntetések:
- Facemask: A szabálytalankodó játékos ellenfél sisakmaszkját ragadja meg. Balesetveszélyes szabálytalanság, büntetése minden esetben 15 yard.
- False start: A támadóegységből valaki a labda megindulása előtt bemozdul, ez 5 yardos büntetéssel jár.
- Defensive holding: Ha egy játék során a védőegység valamely tagja szabálytalan blokkolást hajt végre (nem feltétlenül a labdás emberen), akkor a büntetés kapcsán a támadócsapat 10 yardot mehet előre, és megismételheti a kísérletet.
- Delay of game: Ha a támadó csapatnak nem sikerül elindítania a támadást a megadott idő alatt, 5 yardos büntetést kap.
- Offensive holding: Egy play során a támadóegység valamely tagja szabálytalan blokkolással segíti a labdás embert, 10 yardos büntetést kap
- Offensive/Defensive pass interference: Passz esetén a fogó játékost előbb támadja a védője, illetve a védővel szemben szabálytalankodik a fogó, mint hogy a labdát megkapná. A támadó hibájánál 15 yard a büntetés, a védő szabálytalankodása esetén a szabálytalanság helyéről indulhat a támadásban lévő csapat automatikus first down-nal.
- Offside: A védőegységből valaki a labda megindulása előtt bemozdul, 5 yardos büntetéssel jár.
- Running into/Roughing the passer, kicker: A passz vagy rúgás után a passzoló vagy rúgó játékos szándékos támadása. Büntetése 5, illetve súlyosabb esetekben 15 yard.

### A csapatok legjellemzőbb felállása
A pályán lévő (támadó és védekező) csapatoknak 11–11 játékosa lehet a pályán.
- Támadóegység (offense team):
  - 1 fő – quarterback (QB)
  - 5 fő – offensive line (OL)
  - 1 fő – tight end (TE)
  - 1 fő – running back (RB)
  - 1 fő – full back (FB)
  - 2 fő – wide receiver (WR)
- Védekező egység (defense team):
  - 4 fő – defensive line (DL)
  - 3 fő – linebacker (LB)
  - 2 fő – cornerback (CB)
  - 1 fő – strong safety (SS)
  - 1 fő – free safety (FS)

### A mezszámok általános kiosztása
Az NFL-ben a csapatok játékosai csak a posztjuknak megfelelő számot viselhetnek. A rendszer 1973 óta kötelező érvényű.
- 1–9: irányító, rúgó, punter
- 10–19: szélső elkapó, irányító, rúgó, punter
- 20–49: futó, cornerback, safety
- 40–49: tight end (ha 80–90 között nincs szabad szám), linebacker (ha 50–59, illetve 90–99 között nincs szabad szám)
- 50–59: támadófal, linebacker
- 60–79: támadófal, védőfal
- 80–89: szélső elkapó, tight end
- 90–99: linebacker, védőfal

### A játékosok felszerelése
A játékosok kötelesek védőfelszerelést viselni a pályán, úgymint sisakot és fogvédőt,valamint vállvédőt és protektoros nadrágot

## Játékosok

### Offense
- QB (quarterback)
- RB (running back)
- FB (fullback)
- WR (wide receiver)
- TE (tight end)
- C (center)
- G (guard)
- T (offensive tackle)

### Defense
- NT (nose tackle)
- DT (defensive tackle)
- DE (defensive end)
- LB (linebacker)
- CB (cornerback)
- SS (strong safety)
- FS (free safety)

### Special Teams
- K (kicker)
- P (punter)
- KR/PR (kick returner/punt returner)
- H (holder)
- LS (long snapper)

## Az NFL
Az  amerikai futballt legmagasabb szinten hazája legnagyobb professzionális bajnokságában, a National Football League-ben (NFL) játsszák. Az NFL 1920-ban alakult American Professional Football Association néven, majd 1923-ban vette fel mai nevét. Az  amerikai futball az 1960-as években az USA-ban átvette a legnépszerűbb sport szerepét a baseballtól és mára a világ legnézettebb bajnoksága. 1970-ben egyesült a riválisával, az AFL-lel. A bajnokság két főcsoportból (konferenciából), az American Football Conference-ből (AFC), illetve a National Football Conference-ből (NFC) áll. A ligában jelenleg 32 csapat szerepel négycsapatos csoportokba osztva.

## Cheerleaderek

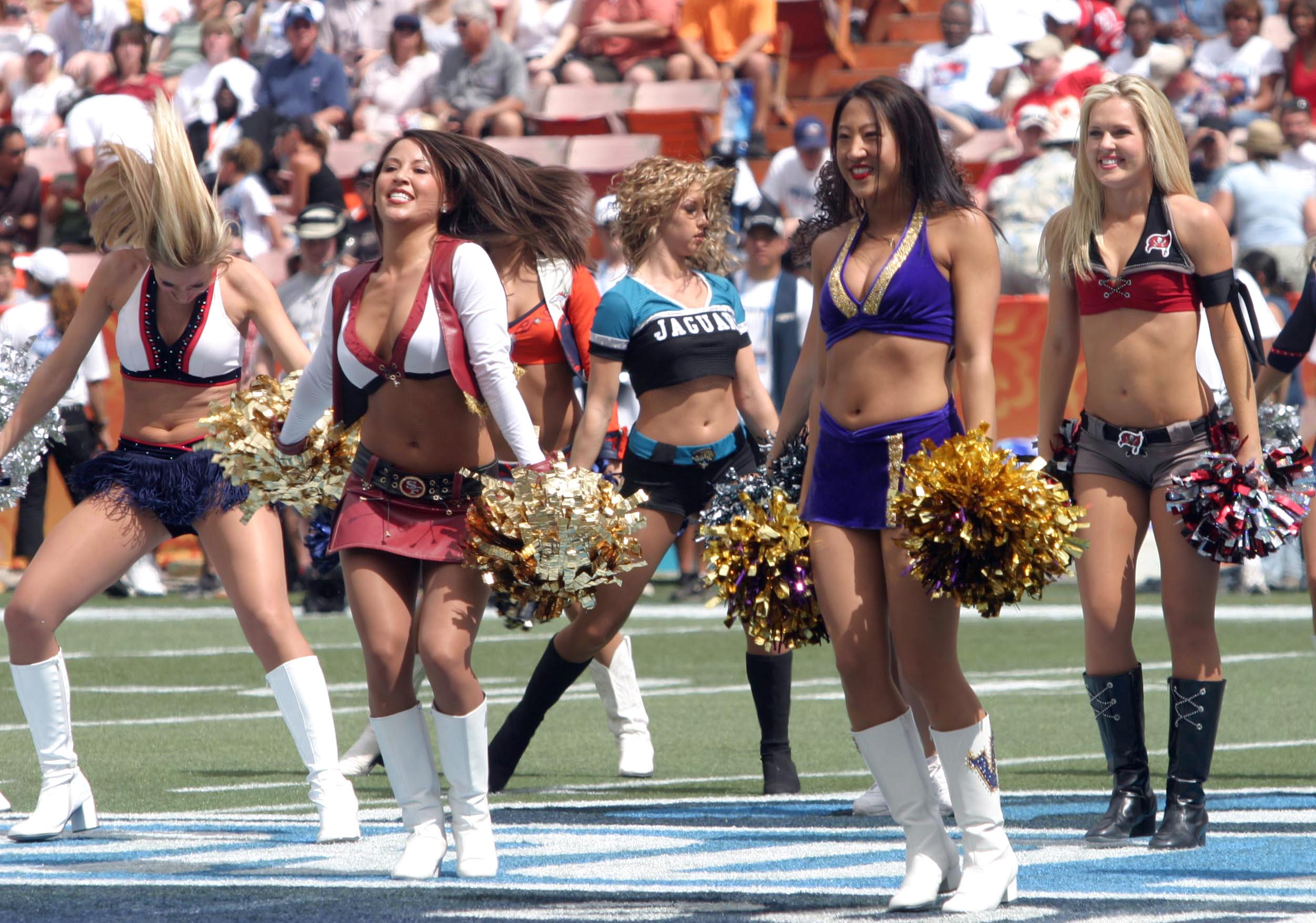
Cheerleaderek a 2006-os Pro Bowlon

Az  amerikai futballban a játékok közötti szünetekben különféle show-kal fokozzák a hangulatot, ilyen a pompomlányok, azaz a cheerleaderek koreográfiája is, amely a tánc, az aerobic és az akrobatika elemeiből áll össze. Kezdetben a csapatok biztatását szolgálta, de mára már a pompomlányoknak külön bajnoksága, szépségversenye és magazinja van az USA-ban.
Cheerleaderré válni nem könnyű: a jelentkezőnek komoly megmérettetéseken és válogatásokon kell bizonyítania, hogy rendelkezik erővel, állóképességgel és rugalmassággal. A csinos megjelenés professzionális szinten ugyanilyen fontos követelmény, ám legtöbbször ez sokkal inkább eredménye a sok edzésnek, nem pedig előfeltétele. A mérkőzések alatt a cheerleaderek általában rigmusokat (chants) és csasztuskákat (cheers) adnak elő (a rigmus általában rövidebb, ezt a közönséggel is megpróbálják „skandáltatni”, míg a csasztuskákat figyelemfelkeltő jelleggel használják), és mindkettőt különböző mozdulatsorokkal kísérik. Ilyen mozdulatok például a „Go, go! felkiáltással párhuzamos pompomrázás, amelyet a jobb kéz magasba emelésével és a bal mellkasnak tartásával fejeznek k, vagy a „Touchdown!”, amelyet mindkét kéz magasba lendítésével és felugrással jeleznek. A meccsek szüneteiben gyakorlatsort (routine) mutatnak be, amely tartalmazhat ugrásokat (jumps), a kunsztokat (stunts), piramisokat (pyramides) és átfordulásokat (tumbling) is.

## Nemzetközi válogatott események

### Világbajnokságok
Férfi világbajnokságok eredményei:
- 1999: 1. Japán, 2. Mexikó, 3. Svédország
- 2003: 1. Japán, 2. Mexikó, 3. Németország
- 2007: 1. Egyesült Államok, 2. Japán, 3. Németország
- 2011: 1. Egyesült Államok, 2. Kanada, 3. Japán
- 2015: 1. Egyesült Államok, 2. Japán, 3. Mexikó

Női világbajnokságok eredményei:
- 2010: 1. Egyesült Államok, 2. Kanada, 3. Finnország
- 2013: 1. Egyesült Államok, 2. Kanada, 3. Finnország

## Az  amerikai futball Magyarországon
A magyar amerikaifutball-bajnokság 2005 óta létezik, 2007-től 2, 2012-től 3 osztályban rendezik meg. Jelenleg a kiemelt bajnokság a Hungarian Football League (HFL), melynek döntője a Hungarian Bowl. Hétszeres magyar bajnokként a legsikeresebb hazai csapat a Budapest Wolves. Magyar kupát Blue Bowl néven kétszer rendeztek eddig, 2006-ban és 2012-ben.
A magyar amerikaifutball-válogatott 2015-ben alakult. Első mérkőzése Csehország ellen volt, majd az Európa-bajnoki selejtezőn Szerbia csapatával játszottak. Első győzelmét 2016-ban Lengyelország ellen aratta.

## Filmek az  amerikai futballról
Az  amerikai futball számos irodalmi, képzőművészeti és filmalkotás témájául szolgált. Válogatás a filmekből:
| - The Blind Side – A szív bajnokai (2009) - Invincible – A legyőzhetetlen (2006) - The Longest Yard – Csontdaráló (2005) - Friday Night Lights – Péntek esti fények (2004) - Hometown Legend – A csapat reménysége (2002) - The Replacements – A cserecsapat (2000) - Little Giants – Little Giants (1994) - The Program – Út a csúcsra (1993) - Rudy – Mindent a győzelemért! (1993) - Any Given Sunday – Minden héten háború (1999) - Remember the Titans – Emlékezz a titánokra | - Wildcats – Vadmacskák (1986) - Quarterback Princess – Futball hercegnő (1983) - Grambling's white tiger (1981) - North Dallas Forty – Futballcirkusz (1979) - Semi-tough – Majdnem futball (1977) - The Longest Yard – Hajrá Fegyencváros! (1974) - Jim Thorpe (1951) - Knute Rockne All American (1940) - Horse Feathers (1932) - Varsity Blues – Prérifarkas Blues (1999) - The Express (2008) - We Are Marshall – Több, mint sport (2006) - Draft Day-Újoncok Napja (2014) - Concussion-Sérülés (2015) |  |

### Magyar nyelven
- A sportág – nem hivatalos – szakszótára
- Magyarországi  amerikaifutball-csapatok Ligája
- Magyarországi Amerikai Football Csapatok Szövetsége
- Amerikai foci cikkek, képek
- Amerikaifutball-szabályok, cikkek, általános áttekintés
- Barry Cawley–Charles Brogden: Amerikai futball; ford. Soó Zöld Balázs; Metrum, Bp., 1993 (Hogyan játsszák?)
- Pat Kirwan–David Seigerman: Ne csak a labdát nézd! Amerikai football szakértő szemmel. Playbook kiadás; ford. Herczeg Ádám et al., előszó Pete Carroll, Bill Cowher; Candover, Bp., 2013
- Rob Gronkowski–Jason Rosenhaus: Én, Gronk; ford. Bálint Mátyás, Surányi Csenge, Szekeres Fábián; G-Adam Stúdió, Bp., 2017
- Michael Holley: Belichick és Brady. A New England Patriots legendás párosának útja az NFL csúcsára; ford. Bodnár Zalán; Twister Media, Bp., 2017

### Angol nyelven
- NCAA
- American Football Coaches Association
- Football Basics